# Витешинец
 Витешинец је насељено место у Републици Хрватској у Вараждинској жупанији. Административно је у саставу града Иванца. Простире се на површини од 1,09 km²
Витешанец се налази 19 км југозападно од Вараждина и два км. источно од северног дела планине Иваншчице.

## Становништво
Према задњем попису становништва из 2001. године у насељу Витешинец живело је 98 становника. који су живели у 27 породичних домаћинстава Густина насељености је 89,91 становника на km²
Кретање броја становника по пописима 1857—2001.
| година пописа  | 1857. | 1869. | 1880. | 1890. | 1900. | 1910. | 1921. | 1931. | 1948. | 1953. | 1961. | 1971. | 1981. | 1991. | 2001. |
| бр. становника | 57    | 68    | 95    | 111   | 116   | 126   | 121   | 140   | 145   | 142   | 151   | 138   | 135   | 114   | 98    |